# 斯蒂芬·霍华德
斯蒂芬·克里斯托弗·霍华德（英語：Stephen Christopher Howard，1970年7月15日—），美国NBA联盟前职业篮球运动员。